# Negria rhabdothamnoides
Negria rhabdothamnoides är en tvåhjärtbladig växtart som beskrevs av Ferdinand von Mueller. Negria rhabdothamnoides ingår i släktet Negria och familjen Gesneriaceae. Inga underarter finns listade i Catalogue of Life.